# Spilogona nordenskioldi
Spilogona nordenskioldi är en tvåvingeart som först beskrevs av Holmgren 1883.  Spilogona nordenskioldi ingår i släktet Spilogona och familjen husflugor. Inga underarter finns listade i Catalogue of Life.